# Xã Lake Prairie, Quận Nicollet, Minnesota
Xã Lake Prairie (tiếng Anh: Lake Prairie Township) là một xã thuộc quận Nicollet, tiểu bang Minnesota, Hoa Kỳ. Năm 2010, dân số của xã này là 672 người.